# ماري موريسون ويبستر
ماري موريسون ويبستر (بالإنجليزية: Mary Morison Webster)‏ (1894 - 1980)؛ كاتِبة وشاعرة جنوب أفريقية.